# Campeonato Carioca de Futebol de 2014 - Série B
O Campeonato Carioca da Série B de 2014 foi a 37ª edição da segunda divisão do campeonato estadual de futebol profissional do Rio de Janeiro. A competição foi organizada pela Federação de Futebol do Estado do Rio de Janeiro (FERJ).

## História
Como em 2013, o campeonato foi dividido em três fases: o primeiro turno (Taça Santos Dumont), vencido pelo Barra Mansa, o segundo turno (Taça Corcovado), conquistado pelo Itaguaí/Tigres do Brasil, e a fase final, com a presença dos dois campeões e a do Barra da Tijuca, time de melhor pontuação somando os dois turnos. Além desses, houve a disputa de dois torneios paralelos: o Torneio da Capital, vencido pelo Barra da Tijuca, onde foram computados os jogos do time da Região Metropolitana do Rio de Janeiro e o Torneio do Interior, vencido pelo São João da Barra, onde foram computados os jogos dos times das demais regiões do Rio de Janeiro. O Barra Mansa jogou com o regulamento embaixo do braço e foi campeão da Taça Santos Dumont sem sequer ter vencido seus adversários na fase decisiva do torneio. Essa é mais uma das bizarrices protagonizadas pela FERJ, onde a vantagem dada aos melhores nas fases classificatórias permite o jogo feio (um time quer a vitória, o outro só quer o empate) nas semifinais, onde não há chances iguais aos finalistas.
No Triangular Final, Barra Mansa e Itaguaí/Tigres do Brasil conseguiram o acesso para o Campeonato Carioca de 2015. O Barra Mansa se sagrou campeão com uma rodada de antecedência, ao vencer o Itaguaí/Tigres do Brasil, no dia 25 de junho, no Estádio de Los Larios. O Itaguaí/Tigres do Brasil, que folgou na última rodada, se beneficiou da derrota do Barra da Tijuca e conquistou a segunda vaga na elite carioca. São Gonçalo EC, Paduano e Quissamã foram rebaixados e disputam a Série C do Carioca em 2015.

## Critérios de desempate
Para o desempate entre duas ou mais equipes segue-se a ordem definida abaixo:
1. Número de vitórias
2. Saldo de gols
3. Gols marcados
4. Número de cartões amarelos e vermelhos
5. Sorteio

## Participantes
| Equipe                         | Cidade                 | Em 2013       | Estádio                    | Capacidade    | Títulos            |
| ------------------------------ | ---------------------- | ------------- | -------------------------- | ------------- | ------------------ |
| America                        | Rio de Janeiro         | 3º            | Giulite Coutinho           | 16 000        | 1 (último em 2009) |
| América de Três Rios [DES]     | Três Rios              | 11º           | Tiezão e Odair Gama        | 2 000 e 5 000 | 1 (último em 1989) |
| Americano                      | Campos dos Goytacazes  | 12º           | Ferreirão [a]              | 1 000         | 0 (não possui)     |
| Angra dos Reis                 | Angra dos Reis         | 10º           | Jair Toscano               | 5 000         | 0 (não possui)     |
| Barra da Tijuca                | Rio de Janeiro         | 8°            | Mestre Telê Santana        | 2 000         | 0 (não possui)     |
| Barra Mansa                    | Barra Mansa            | 9º            | Leão do Sul                | 5 000         | 1 (último em 1995) |
| Ceres                          | Rio de Janeiro         | 16º           | João Francisco             | 3 000         | 0 (não possui)     |
| Goytacaz                       | Campos dos Goytacazes  | 4º            | Ary de Oliveira            | 15 000        | 2 (último em 1992) |
| Mangaratibense                 | Mangaratiba            | 4º (Série C)  | José Maria de Brito Barros | 1 000         | 0 (não possui)     |
| Miguel Couto [DES]             | Nova Iguaçu            | 2º (Série C)  | Joel Pereira               | 1 000         | 0 (não possui)     |
| Olaria                         | Rio de Janeiro         | 15º (Série A) | Rua Bariri                 | 8 300         | 2 (último em 1983) |
| Paduano                        | Santo Antônio de Pádua | 13º           | Waldo Carneiro Xavier      | 1 000         | 0 (não possui)     |
| Portuguesa-RJ                  | Rio de Janeiro         | 5º            | Luso-Brasileiro            | 5 994         | 3 (último em 2003) |
| Queimados FC                   | Queimados              | 3º (Série C)  | Nivaldo Pereira            | 1 000         | 0 (não possui)     |
| Quissamã                       | Quissamã               | 16º (Série A) | Antônio Carneiro           | 1 500         | 1 (último em 2012) |
| Sampaio Corrêa-RJ              | Saquarema              | 7º            | Lourival Gomes de Almeida  | 3 000         | 0 (não possui)     |
| São Gonçalo EC                 | São Gonçalo            | 1º (Série C)  | Luso-Brasileiro            | 5 994         | 0 (não possui)     |
| São João da Barra              | São João da Barra      | 6º            | Manoel José Viana de Sá    | 3 000         | 0 (não possui)     |
| Serra Macaense [DES]           | Macaé                  | 14º           | Moacyrzão                  | 16 000        | 0 (não possui)     |
| Itaguaí/Tigres do Brasil [ITA] | Duque de Caxias        | 15º           | Los Larios                 | 8 000         | 0 (não possui)     |

- a. ^ O Americano atuará na cidade de Cardoso Moreira, pois seu antigo estádio, o Godofredo Cruz, foi vendido e a empresa compradora irá construir um novo estádio na cidade, no distrito de Guarus.

- DES ^  América de Três Rios, Miguel Couto e Serra Macaense desistiram de disputar a competição e foram rebaixados administrativamente para a Série C em 2015.

- ITA ^  O Tigres do Brasil disputou o campeonato com uma parceria com o Itaguaí Futebol Clube.

## Fase de Grupos
| Pos | Time              | PG | J | V | E | D | GP | GS | SG  |
| --- | ----------------- | -- | - | - | - | - | -- | -- | --- |
| 1   | Barra Mansa       | 20 | 9 | 6 | 2 | 1 | 19 | 9  | +10 |
| 2   | Olaria            | 19 | 9 | 6 | 1 | 2 | 16 | 6  | +10 |
| 3   | Sampaio Corrêa-RJ | 16 | 9 | 5 | 1 | 3 | 11 | 8  | +3  |
| 4   | Ceres             | 16 | 9 | 4 | 4 | 1 | 16 | 11 | 5   |
| 5   | Mangaratibense    | 13 | 9 | 3 | 4 | 2 | 8  | 7  | +1  |
| 6   | Tigres do Brasil  | 10 | 9 | 3 | 1 | 5 | 10 | 13 | -3  |
| 7   | Angra dos Reis    | 6  | 9 | 1 | 3 | 5 | 9  | 14 | -5  |
| 8   | Quissamã          | 1  | 9 | 0 | 1 | 8 | 5  | 25 | -20 |

| Pos | Time              | PG | J | V | E | D | GP | GS | SG |
| --- | ----------------- | -- | - | - | - | - | -- | -- | -- |
| 1   | America           | 16 | 8 | 5 | 1 | 2 | 13 | 10 | +3 |
| 2   | Portuguesa-RJ     | 15 | 8 | 4 | 3 | 1 | 9  | 4  | +5 |
| 3   | Americano         | 14 | 8 | 4 | 2 | 2 | 15 | 9  | +6 |
| 4   | São João da Barra | 14 | 8 | 4 | 2 | 2 | 14 | 14 | 0  |
| 5   | Barra da Tijuca   | 12 | 8 | 3 | 3 | 2 | 9  | 5  | +4 |
| 6   | Goytacaz          | 10 | 8 | 2 | 4 | 2 | 9  | 9  | 0  |
| 7   | Queimados FC      | 7  | 8 | 2 | 1 | 5 | 9  | 14 | -5 |
| 8   | Paduano           | 6  | 8 | 2 | 0 | 6 | 8  | 14 | -6 |
| 9   | São Gonçalo EC    | 4  | 8 | 1 | 1 | 6 | 7  | 15 | -8 |

## Desempenho por rodada
|         | 1   | 2   | 3   | 4   | 5   | 6   | 7   | 8   | 9   |     |
| Grupo A | CER | SCO | CER | CER | CER | CER | SCO | OLA | OLA | BMA |
| Grupo B | AMC | SJB | POR | POR | POR | POR | POR | POR | POR | AME |

|         | 1   | 2   | 3   | 4   | 5   | 6   | 7   | 8   | 9   |     |
| Grupo A | TIG | TIG | TIG | ANG | QUI | QUI | QUI | QUI | QUI | QUI |
| Grupo B | QUE | PAD | PAD | SGO | SGO | SGO | SGO | SGO | PAD | SGO |

## Fase final
|  | Semifinais | Semifinais    | Semifinais |   |  | Final       | Final | Final |
|  |            |               |            |   |  |             |       |       |
|  | 1          | Barra Mansa   | 1          |   |  |             |       |       |
|  | 4          | Portuguesa-RJ | 1          |   |  |             |       |       |
|  |            |               |            |   |  | Barra Mansa | 2     |       |
|  |            |               | Olaria     | 2 |  |             |       |       |
|  | 2          | America       | 2          |   |  |             |       |       |
|  | 3          | Olaria        | 3          |   |  |             |       |       |

## Premiação
| Taça Santos Dumont de 2014                    |
| Barra Mansa                                   |
| --------------------------------------------- |
| Barra Mansa Futebol Clube Campeão (1º título) |

## Fase de Grupos
| Classificação | Classificação     | Classificação | Classificação | Classificação | Classificação | Classificação | Classificação | Classificação | Classificação |
| Pos           | Time              | PG            | J             | V             | E             | D             | GP            | GS            | SG            |
| ------------- | ----------------- | ------------- | ------------- | ------------- | ------------- | ------------- | ------------- | ------------- | ------------- |
| 1             | Tigres do Brasil  | 16            | 7             | 5             | 1             | 1             | 11            | 5             | +6            |
| 2             | Sampaio Corrêa-RJ | 13            | 7             | 3             | 4             | 0             | 9             | 2             | +7            |
| 3             | Mangaratibense    | 10            | 7             | 3             | 1             | 3             | 8             | 6             | +2            |
| 4             | Angra dos Reis    | 9             | 7             | 2             | 3             | 2             | 7             | 5             | +2            |
| 5             | Ceres [-6]        | 8             | 7             | 4             | 2             | 1             | 11            | 6             | +5            |
| 6             | Barra Mansa       | 8             | 7             | 2             | 2             | 3             | 7             | 8             | -1            |
| 7             | Olaria            | 6             | 7             | 1             | 3             | 3             | 6             | 6             | 0             |
| 8             | Quissamã          | 0             | 7             | 0             | 0             | 7             | 0             | 21            | -21           |

| Classificação | Classificação     | Classificação | Classificação | Classificação | Classificação | Classificação | Classificação | Classificação | Classificação |
| Pos           | Time              | PG            | J             | V             | E             | D             | GP            | GS            | SG            |
| ------------- | ----------------- | ------------- | ------------- | ------------- | ------------- | ------------- | ------------- | ------------- | ------------- |
| 1             | Barra da Tijuca   | 22            | 8             | 7             | 1             | 0             | 21            | 9             | +12           |
| 2             | Goytacaz          | 20            | 8             | 6             | 2             | 0             | 19            | 5             | +14           |
| 3             | São João da Barra | 19            | 8             | 6             | 1             | 1             | 14            | 4             | +10           |
| 4             | Portuguesa-RJ     | 11            | 8             | 3             | 2             | 3             | 11            | 12            | -1            |
| 5             | Americano         | 9             | 8             | 3             | 0             | 5             | 15            | 12            | +3            |
| 6             | São Gonçalo EC    | 7             | 8             | 2             | 1             | 5             | 6             | 12            | -6            |
| 7             | America           | 7             | 8             | 2             | 1             | 5             | 6             | 13            | -7            |
| 8             | Queimados FC      | 5             | 8             | 1             | 2             | 5             | 9             | 21            | -12           |
| 9             | Paduano           | 2             | 8             | 0             | 2             | 6             | 6             | 19            | -13           |

- -6. ^  O Ceres foi punido com a perda de seis pontos devido a escalação irregular do zagueiro William Teixeira.

## Desempenho por rodada
|         | 1   | 2   | 3   | 4   | 5   | 6   | 7   | 8   | 9   |
| Grupo A | SCO | SCO | SCO | SCO | TIG | TIG | TIG | TIG | TIG |
| Grupo B | SJB | AMC | SJB | SJB | GOY | BTJ | BTJ | BTJ | BTJ |

|         | 1   | 2   | 3   | 4   | 5   | 6   | 7   | 8   | 9   |
| Grupo A | CER | QUI | QUI | QUI | QUI | QUI | QUI | QUI | QUI |
| Grupo B | PAD | AME | AME | AME | SGO | SGO | QUE | PAD | PAD |

## Fase final
|  | Semifinais | Semifinais        | Semifinais        |   |  | Final            | Final | Final |
|  |            |                   |                   |   |  |                  |       |       |
|  | 1          | Tigres do Brasil  | 2                 |   |  |                  |       |       |
|  | 4          | Goytacaz          | 0                 |   |  |                  |       |       |
|  |            |                   |                   |   |  | Tigres do Brasil | 3     |       |
|  |            |                   | Sampaio Corrêa-RJ | 0 |  |                  |       |       |
|  | 2          | Barra da Tijuca   | 0                 |   |  |                  |       |       |
|  | 3          | Sampaio Corrêa-RJ | 1                 |   |  |                  |       |       |

## Premiação
| Taça Corcovado de 2014                             |
| Duque de Caxias                                    |
| -------------------------------------------------- |
| Esporte Clube Tigres do Brasil Campeão (1º título) |

## Classificação
| Pos | Time             | PG | J | V | E | D | GP | GS | SG |
| --- | ---------------- | -- | - | - | - | - | -- | -- | -- |
| 1   | Barra Mansa      | 11 | 4 | 3 | 1 | 0 | 6  | 2  | +4 |
| 2   | Tigres do Brasil | 5  | 4 | 1 | 1 | 2 | 4  | 5  | -1 |
| 3   | Barra da Tijuca  | 3  | 4 | 1 | 0 | 3 | 4  | 7  | -3 |

|                  | BTJ | BMA | TIG |
| ---------------- | --- | --- | --- |
| Barra da Tijuca  | –   | 1–2 | 0–1 |
| Barra Mansa      | 2–0 | –   | 0–0 |
| Tigres do Brasil | 2–3 | 1–2 | –   |

## Premiação
| Campeonato Carioca de Futebol de 2014 – Série B |
| Barra Mansa                                     |
| ----------------------------------------------- |
| Barra Mansa Futebol Clube Campeão (2º título)   |

## Torneio Capital
| Pos | Time             | PG | J | V | E | D | GP | GS | SG  |
| --- | ---------------- | -- | - | - | - | - | -- | -- | --- |
| 1   | Barra da Tijuca  | 13 | 6 | 4 | 1 | 1 | 12 | 5  | +7  |
| 2   | Ceres            | 12 | 6 | 3 | 3 | 0 | 9  | 5  | +4  |
| 3   | Portuguesa-RJ    | 11 | 6 | 3 | 2 | 1 | 10 | 7  | +3  |
| 4   | Olaria           | 7  | 6 | 2 | 1 | 3 | 8  | 6  | +2  |
| 5   | America          | 7  | 6 | 2 | 1 | 3 | 9  | 10 | -1  |
| 6   | Tigres do Brasil | 7  | 6 | 2 | 1 | 3 | 5  | 8  | -3  |
| 7   | Queimados FC     | 1  | 6 | 0 | 1 | 5 | 3  | 15 | -12 |

|                  | AME | BTJ | CER | OLA | POR | QUE | TIG |
| ---------------- | --- | --- | --- | --- | --- | --- | --- |
| America          | –   | 1–2 | 1–2 | 2–1 | 1–3 | 2–0 |     |
| Barra da Tijuca  |     | –   |     | 0–2 |     | 5–0 | 2–0 |
| Ceres            |     | 0–0 | –   |     | 1–1 | 2–1 |     |
| Olaria           |     |     | 2–2 | –   | 0–1 |     | 0–1 |
| Portuguesa-RJ    |     | 2–3 |     |     | –   |     | 1–0 |
| Queimados FC     |     |     |     | 0–3 | 2–2 | –   |     |
| Tigres do Brasil | 2–2 |     | 0–2 |     |     | 2–1 | –   |

## Premiação
| Torneio Capital                                       |
| Rio de Janeiro                                        |
| ----------------------------------------------------- |
| Clube Atlético da Barra da Tijuca Campeão (1º título) |

## Torneio Interior
| Pos | Time              | PG | J | V | E | D | GP | GS | SG  |
| --- | ----------------- | -- | - | - | - | - | -- | -- | --- |
| 1   | São João da Barra | 18 | 9 | 5 | 3 | 1 | 14 | 8  | +6  |
| 2   | Sampaio Corrêa-RJ | 17 | 9 | 5 | 2 | 2 | 13 | 7  | +6  |
| 3   | Mangaratibense    | 17 | 9 | 5 | 2 | 2 | 12 | 7  | +5  |
| 4   | Goytacaz          | 16 | 9 | 4 | 4 | 1 | 16 | 9  | +7  |
| 5   | Americano         | 15 | 9 | 5 | 0 | 4 | 16 | 9  | +7  |
| 6   | Barra Mansa       | 15 | 9 | 4 | 3 | 2 | 16 | 9  | +7  |
| 7   | Angra dos Reis    | 13 | 9 | 3 | 4 | 2 | 10 | 7  | +3  |
| 8   | São Gonçalo EC    | 7  | 9 | 2 | 1 | 6 | 8  | 14 | -6  |
| 9   | Paduano           | 6  | 9 | 2 | 0 | 7 | 8  | 21 | -13 |
| 10  | Quissamã          | 1  | 8 | 0 | 1 | 7 | 3  | 22 | -19 |

|                   | AMC | ANG | BMA | GOY | MAN | PAD | QUI | SCO | SGO | SJB |
| ----------------- | --- | --- | --- | --- | --- | --- | --- | --- | --- | --- |
| Americano         | –   | 1–0 |     | 0–1 |     | 4–1 |     | 2–0 |     | 0–1 |
| Angra dos Reis    |     | –   | 0–0 | 1–1 | 1–0 |     |     | 1–1 |     | 3–2 |
| Barra Mansa       | 3–1 |     | –   |     |     | 3–0 | 3–0 | 1–1 | 3–2 | 0–1 |
| Goytacaz          |     |     | 2–2 | –   |     |     | 2–1 |     | 3–0 | 2–2 |
| Mangaratibense    | 1–0 |     | 2–1 | 1–1 | –   |     |     | 0–1 |     | 2–2 |
| Paduano           |     | 2–1 |     | 0–3 | 1–2 | –   | 3–0 | 1–4 | 0–1 | 0–3 |
| Quissamã          | 0–4 | 0–3 |     |     | 0–3 |     | –   |     | 1–3 | 1–1 |
| Sampaio Corrêa-RJ |     |     |     | 2–1 |     |     | 3–0 | –   |     |     |
| São Gonçalo EC    | 2–4 | 0–0 |     |     | 0–1 |     |     | 0–1 | –   |     |
| São João da Barra |     |     |     |     |     |     |     | 1–0 | 1–0 | –   |

## Premiação
| Torneio Interior                                    |
| São João da Barra                                   |
| --------------------------------------------------- |
| Esporte Clube São João da Barra Campeão (1º título) |

## Maiores públicos
| Nº | Público[i] | Mandante    | Placar | Visitante         | Estádio          | Data            | Etapa              | Rodada    |
| -- | ---------- | ----------- | ------ | ----------------- | ---------------- | --------------- | ------------------ | --------- |
| 1  | 3 850      | Goytacaz    | 2–0    | Portuguesa-RJ     | Aryzão           | 17 de maio      | Taça Corcovado     | 9ª        |
| 2  | 3 700      | Goytacaz    | 2–2    | São João da Barra | Aryzão           | 03 de maio      | Taça Corcovado     | 6ª        |
| 3  | 1 611      | Goytacaz    | 2–1    | Quissamã          | Aryzão           | 12 de fevereiro | Taça Santos Dumont | 2ª        |
| 4  | 1 280      | Goytacaz    | 5–1    | Queimados FC      | Aryzão           | 16 de abril     | Taça Corcovado     | 2ª        |
| 5  | 1 217      | Goytacaz    | 2–2    | Barra Mansa       | Aryzão           | 22 de fevereiro | Taça Santos Dumont | 4ª        |
| 6  | 1 089      | Goytacaz    | 1–0    | Tigres do Brasil  | Aryzão           | 8 de março      | Taça Santos Dumont | 6ª        |
| 7  | 1 000      | Goytacaz    | 3–0    | São Gonçalo EC    | Aryzão           | 26 de abril     | Taça Corcovado     | 4ª        |
| 8  | 900        | Americano   | 0–1    | Goytacaz          | Moacyrzão        | 30 de abril     | Taça Corcovado     | 5ª        |
| 9  | 877        | America     | 1–2    | Ceres             | Giulite Coutinho | 22 de fevereiro | Taça Santos Dumont | 4ª        |
| 10 | 871        | Barra Mansa | 1–1    | Portuguesa-RJ     | Leão do Sul      | 29 de março     | Taça Santos Dumont | Semifinal |

- i. ^ Considera-se apenas o público pagante

## Classificação geral
Para a definição da classificação geral, não excluem-se os pontos obtidos nas fases semifinal e final de cada turno. Ao final do campeonato, o campeão, o vice-campeão e o terceiro colocado ocuparão as três primeiras colocações independente do número de pontos.
| Pos | Time              | Pts | J  | V  | E | D  | GP | GC | SG  |
| --- | ----------------- | --- | -- | -- | - | -- | -- | -- | --- |
| 1   | Barra Mansa       | 41  | 22 | 11 | 7 | 4  | 35 | 22 | +13 |
| 2   | Tigres do Brasil  | 37  | 22 | 11 | 3 | 8  | 30 | 23 | +7  |
|     |                   |     |    |    |   |    |    |    |     |
| 3   | Barra da Tijuca   | 37  | 21 | 11 | 4 | 6  | 34 | 22 | +12 |
|     |                   |     |    |    |   |    |    |    |     |
| 4   | São João da Barra | 33  | 16 | 10 | 3 | 3  | 28 | 18 | +10 |
| 5   | Sampaio Corrêa-RJ | 32  | 18 | 9  | 5 | 4  | 21 | 13 | +8  |
| 6   | Goytacaz          | 30  | 17 | 8  | 6 | 3  | 28 | 16 | +12 |
| 7   | Olaria            | 29  | 18 | 8  | 5 | 5  | 27 | 16 | +11 |
| 8   | Portuguesa-RJ     | 27  | 17 | 7  | 6 | 4  | 21 | 17 | +4  |
| 9   | Ceres [-6]        | 24  | 16 | 8  | 6 | 2  | 27 | 17 | +10 |
| 10  | Americano         | 23  | 16 | 7  | 2 | 7  | 30 | 20 | +10 |
| 11  | America           | 23  | 17 | 7  | 2 | 8  | 21 | 26 | -5  |
| 12  | Mangaratibense    | 23  | 16 | 6  | 5 | 5  | 16 | 13 | +3  |
| 13  | Angra dos Reis    | 15  | 16 | 3  | 6 | 7  | 16 | 19 | -3  |
| 14  | Queimados FC      | 12  | 16 | 3  | 3 | 10 | 18 | 35 | -17 |
| 15  | São Gonçalo EC    | 11  | 16 | 3  | 2 | 11 | 13 | 27 | -14 |
| 16  | Paduano           | 8   | 16 | 2  | 2 | 12 | 14 | 33 | -19 |
| 17  | Quissamã [EXC]    | 1   | 16 | 0  | 1 | 15 | 5  | 46 | -41 |

- EXC ^  O Quissamã foi excluído da competição em 16 de abril após não comparecer em três partidas, duas delas seguidas, configurando W.O.. Com isso, o time foi rebaixado para a Série C de 2015 e foi declarado perdedor por 3 a 0 em todos os jogos após a exclusão. [1]
- -6. ^  O Ceres foi punido com a perda de seis pontos devido a escalação irregular do zagueiro William Teixeira.